# Павел Бажов (теплоход)
Павел Бажов (до 1992 года — Вильгельм Пик) — речной круизный комфортабельный трёхпалубный теплоход проекта 588 «Родина», (немецкое обозначение BiFa Typ A, Binnenfahrgastschiff Typ A, речной пассажирский теплоход, тип A), был построен на верфи VEB Mathias-Thesen-Werft Wismar в Висмаре, ГДР в 1960 году и является пассажирским судном второй модернизации класса 588, спроектированного в СССР. Теплоход обладает хорошими мореходными качествами, что позволяет судну ходить по водохранилищам и крупным озёрам. Также допускается каботажное плавание в морских прибрежных районах (Финский залив Балтийского моря на линии Санкт-Петербург — Выборг; Таганрогский залив Азовского моря до порта Таганрог и иных).

## История
Теплоход «Павел Бажов» прибыл в свой порт приписки Пермь в 1961 году. В 1992 году состоялась замена стандартных машин на более мощные. В 1992 году теплоход был переименован. Первоначальное название  в честь немецкого коммуниста Вильгельма Пика (Friedrich Wilhelm Reinhold Pieck) было заменено на «Павел Бажов». С 1995 года на теплоходе проводилась модернизация кают 3-го класса, а с 2002-го — модернизация кают средней палубы (перепланировка до класса «полулюкс» — комфортабельные каюты на 2-3 пассажира с санузлом, душем, кондиционером, холодильником).
Теплоход «Павел Бажов» находился под управлением теплоходной компании «ВолгаWolga» до 2013 года. С 2014 по 2016 судно стояло в затоне. 
Начиная с навигации 2017 года «Павел Бажов» снова ходит под брендом компании «ВолгаWolgа».

## Технические характеристики (и отличия от других судов 588 проекта)
- Количество палуб — 3
- Скорость хода — 24,2 км/ч
- Пассажировместимость — 231
- Мощность двигателя — 1278 кВт
- Количество двигателей — 3
- Класс речного регистра — + «о» 2.0
- Длина — 95,8 м
- Ширина — 14,3 м
- Осадка — 2,45 м
- Экипаж — 60 человек

Теплоход «Павел Бажов» имеет на борту современное навигационное оборудование.

В 1999 году была произведена замена электростанции.
В 2018 году теплоход прошел плановые испытания, проверку в доке.

## Описание
Теплоход «Павел Бажов» после модернизации 2000—2005 годов рассчитан на 228 пассажиров, имеет 3 пассажирские палубы и платформа в корпусе судна.
В корпусе судна имеются 4-местные каюты без удобств 3-го класса (осталось таких 8 кают) и 2-местные с частичными удобствами 3а класса. Здесь же располагается детская игровая комната.
На главной палубе расположены двух- и четырёхместные каюты 2а и 2б классов (с частичными удобствами), рецепция, сувенирный киоск, пункт проката, бытовая комната, амбулатория и медпункт, сауна, бар на 25 мест и салон питания, имеющий 60 мест.
На средней палубе располагаются стандартные каюты 1а, 2б и 2а классов, а также комфортабельные каюты улучшенной планировки: двух- и трехместные каюты класса «альфа» и двухместные каюты класса «гамма» (классификация судовладельца, распространенное обозначение — «полулюкс»). На средней палубе также располагаются:
- Салон отдыха (в носовой части), оборудованный телевизором, небольшой библиотекой;
- Бар на 28-30 мест;

На верхней палубе теплохода находятся спасательные шлюпки и спасательные плоты; салон питания, имеющий 60 мест, каюты 1 класса и каюты «люкс» («дельта» по классификации судовладельца). В кормовой части верхней палубы расположен конференц-зал, вместимостью 150 человек и открытая солнечная палуба.
Все общественные помещения на теплоходе (зал, салоны отдыха, салоны питания) оборудованы системами кондиционирования воздуха.
На теплоходе сохраняется ретро-стиль 1960-х годов.

## Экипаж
Экипаж теплохода — 60 человек.
Капитаны теплохода
1960—1968 — Козьминых Василий Тихонович
1969—1983 — Килин Пётр Федорович
1984—1996 — Кушнарёв Георгий Андреевич
1996 — 2014 — Липин Пётр Максимович, почетный работник речного транспорта России
2017 — 2022 — Третьяков Алексей Николаевич
С 2023 года — Скорынин Николай Федорович
Директор круиза
2001—2005 — Любовь Владимировна Кочеткова
2005—2013, 2017 — 2021 — Роман Владимирович Орлов
С 2022 года  — Даниил Алексеевич Смирнов
Круиз-менеджер (арт-директор)
2018 — 2022 — Елена Юрьевна Орлова
С 2022 года  — Марина Валерьевна Устинова
Директор ресторана
1995—2013, с 2017 года — Людмила Ивановна Гусева
Шеф-повар
2011-2013, с 2017 года — Владимир Николаевич Трушников

## Это интересно
Теплоход «Павел Бажов» был построен за 72 дня, тогда как обычно уходило на постройку теплохода 588 проекта более 90 дней.
Являлся флагманом КРП (Камского Речного Пароходства) до 1978 года, пока его в этой роли не сменил новый 4-х палубный теплоход «Владимир Маяковский».